# Tadeusz Tomaszewski
Tadeusz Tomaszewski (26. listopadu 1881 Sacin – 10. srpna 1950 Londýn) byl polský právník a politik, předseda polské exilové vlády v letech 1949–1950.

## Život
Narodil se v ruském záboru Polska. Svá studia práv začal na univerzitě ve Varšavě, dokončil je na Moskevské univerzitě. Později studoval ve Francii. Od roku 1901 byl členem ilegální Polské socialistické strany. Ruské úřady ho kvůli tomu třikrát zadržely. Po studiích si otevřel advokátní kancelář ve Varšavě. V roce 1915 se stal svobodným zednářem. Po okupaci Varšavy Němci během první světové války se zapojil do některých organizací (Ústřední národní výbor, Mezistranický politický kroužek, Liga polské státnosti). Byl signatářem Deklarace o nezávislosti Polska z 22. února 1916.
Po vzniku druhé polské republiky velkou měrou přispěl k vytvoření polského soudnictví. Byl hlavním právním poradcem Bank Gospodarstwa Krajowego ve Varšavě, členem Rady Polské národní banky a v roce 1929 členem Státního tribunálu, který se zabýval případem ministra financí Czechowicze a rozpočtovými nesrovnalostmi. Po nastolení sanačního režimu byl jako člen Polské socialistické strany naladěn opozičně. V roce 1930 spoluorganizoval Asociaci socialistických právníků, která byla odpovědí na Národní asociaci advokátů, jejímiž členy byli prorežimní právníci. Tomaszewski působil také jako předseda dozorčí rady Varšavského bytového družstva a Sociální stavební společnosti.
V září 1939 odjel do exilu, nejprve do Rumunska, poté do Francie. Zpočátku se uvažovalo, že bude exilovým ministrem práce a sociálních věcí, ale nakonec byl jmenován předsedou Nejvyššího kontrolního úřadu v exilu. Řešil například otázku, zda má londýnská exilová vláda odevzdat svůj majetek vládě ve Varšavě poté, co Britové odvolali uznání exilového kabinetu a pod tlakem Rusů za jedinou legitimní vládu uznali tu varšavskou.
Dne 7. dubna 1949 byl prezidentem Augustem Zaleským jmenován předsedou exilové vlády. Zemřel náhle 10. srpna 1950 v londýnské nemocnici poté, co omdlel během konference v sále exilové Národní rady. 